# Kantoku! Banzai!
Kantoku! Banzai! (japanisch 監督！ばんざい, internationaler Titel Glory to the Filmmaker) ist ein japanischer Film von Regisseur Takeshi Kitano aus dem Jahr 2007, der einen komödiantischen Blick auf Kitanos Tätigkeit wirft.

## Handlung
Regisseur Takeshi hat ein Problem. Nachdem er behauptete, nie wieder brutale Gangsterfilme zu drehen, ist ihm gleich das Talent dazu verloren gegangen. Nun probiert er sich in zahlreichen Genres aus, u. a. mit Liebesgeschichten und in dem der Sci-Fi-Filme. Jedoch mit nichts von alledem ist er wirklich zufrieden. Am Ende entscheidet er sich dann noch für einen Film, welcher voll ist von skurrilen Figuren. Da wäre das Mutter-Tochter-Gespann, das sich mit Tricks versucht günstig durchs Leben zu schlagen, der verrückte Professor Ida oder der reiche Geschäftsmann, für den Takeshi Geld einsammelt. Am Ende des Films im Film geht jedoch die Welt unter, aufgrund eines großen Kometen, der mit der Erde kollidiert.
Takeshi sitzt am Ende beim Arzt, der nur noch feststellen kann, dass die Kamera in seinem Kopf kaputt ist.

## Hintergrund
Nachdem Takeshis’ ein düsterer Blick auf die Welt beider Takeshis war, folgt mit Kantoku! Banzai! nun ein komödiantischer Blick. Die Art der Comedy besteht hauptsächlich aus Elementen aus japanischen Variety Shows (Unterhaltungsshows), weshalb der Humor oft sehr flach und kindisch ist.
In diesem Film bringt Kitano letzten Endes nur das auf die Leinwand, was er die letzten 30 Jahre im TV getan hat. Es ist genau die Art von Komik, mit der Beat Takeshi am Ende der 70er Jahre berühmt wurde.
Kitano stellte den Film als „Ultra Variety Movie“ vor. Der Nachrichtenagentur Reuters antwortete der Regisseur, diese Darstellung eines erfolglosen Filmschaffenden entstand aus Frustration, weil keiner seiner Filme ein Blockbuster geworden sei. Andererseits sprach er vom zweiten Akt der laufenden „kreativen Zerstörung“ seiner Karriere.

## Kritiken
Christoph Huber schrieb über das Werk am 3. September 2007 in Die Presse als von einem „Dada-Delirium“. Ronnie Scheib nannte es in Variety am 2. September 2007 „solipsistisch“ und verwirrend, insbesondere für westliche Augen.

„er hätte es besser wissen müssen. Und doch hat er hier schon den zweiten Film über sich selbst, hintereinander. […] Es wäre wirklich Zeit, etwas anderes zu machen.“

„Takeshi hat allerdings ständig eine Holzpuppe seiner Selbst neben sich und lässt sie auch mal an seiner Statt agieren. Eine geniale Idee, die man einmal mit Puppen als Zuschauerersatz kontern sollte.“

„Zugegeben, sagt er seinen Bewunderern, das Kino kann heutzutage alles bewerkstelligen, aber wozu, und wen interessiert es überhaupt? Mit dieser Art von Aussage lockt man nicht gerade die Massen in die Multiplexe“

„eigentlich kaum ein Film.“

Takeshi Kitano wurde bei den Internationalen Filmfestspielen von Venedig 2007 ausgezeichnet.